# 捜神後記
『捜神後記』（そうじんこうき）は、中国六朝時代の陶潜（陶淵明）撰とされる志怪小説集である。『続捜神記』とも呼ばれる。

## 概要
10巻。干宝撰の『捜神記』のあとを継ぐものとして書かれたと推測されている、奇怪な話、面白い話などの説話 113編を収録している。他の志怪小説集と同様、原本は残存していない。
撰述者に関しては、『隋書』経籍志に陶潜の撰と記されており、それは巻1に『桃花源記』が収録されていることを以て根拠としているが，陶潜没後の年号を記す話が収録されている、また魯迅などは、陶潜は鬼神の話ごときに心を惹かれる人物ではないから偽作であろうと述べている。塩谷温も「晋の陶淵明の撰なりと稱すれども固よりその原撰に非ず」と断定し、後人の仮託であるとしている。
唐・宋代にはどの書目にも言及がないが、明の崇禎年間、蔵書家の毛晋によって編纂刊行された『津逮秘書』第155冊に収められた。

## 日本語訳書籍
- 前野直彬編訳 中国古典文学大系 24 『六朝・唐・宋小説選』 1968年 平凡社 ISBN 9784582312249 。『捜神後記』は、日本語訳書の中では当時最も多い61則を収録。底本は『津逮秘書』、太平広記等で校勘。p.468-469 に『捜神後記』解題を掲載。
- 先坊幸子[6]森野繁夫 編訳 『捜神後記』 2008年 白帝社 ISBN 9784891749194 。底本は『学津討源』。

## 注・出典
1. ↑  『欽定四庫全書 子部十二 捜神後記 小説家類二 異聞之属』 1868年。 中国語版ウィキソースに本記事に関連した原文があります：搜神後記、補遺17則を含め134則収録しているが底本は不明。
2. ↑  『隋書 巻三十三 志第二十八 經籍二』雜伝の条に「搜神後記 十巻 陶潛撰」とあるのが最古の言及とされる。 中国語版ウィキソースに本記事に関連した原文があります：隋書/卷33
3. ↑   中国語版ウィキソースに本記事に関連した原文があります：中國小說史略/第五篇 六朝之鬼神誌怪書（上）に「其書今具存，亦記靈異變化之事如前記，陶潛曠達，未必拳拳於鬼神，蓋偽托也。」
4. ↑  『国訳漢文大成 第十二卷』, p. 14 影印 17コマ.
5. ↑  毛晋の書斎名をとって汲古閣本といわれる。明の万暦31年に刊行された『秘冊彙函（ひさついかん）』に含まれていたが、天啓元年（1621年）の火災によりほとんどの版木が失われた。焼失を免れ毛晋に譲られた17種の版木の中に『捜神後記十巻 晋陶潛撰』等があった。(『津逮祕書』, 影印)。しかし2017年、(劉斯倫 2017)は同じ版木ではないという報告をしている。
6. ↑  センボウユキコ、安田女子大学非常勤講師（当時）